# Dominik Nerz
Dominik Nerz (Wangen im Allgäu, Alemania, 25 de agosto de 1989) es un exciclista profesional alemán. Su último equipo fue el Bora-Argon 18.
Antes de ser profesional tuvo algunas acciones destacadas, como una victoria de etapa en el Giro della Valle d'Aosta, o un campeonato nacional de Alemania de categoría sub-23.
Fue profesional desde 2008, cuando debutó con el equipo Team Ista. Dio el salto a la máxima categoría en 2010 con el Team Milram. En 2011 fichó por el equipo italiano Liquigas-Cannondale y en 2013 pasó al equipo BMC Racing para convertirse en un gregario de alta montaña para jefes de fila como: Tejay Van Garderen y Cadel Evans.
Después de varios accidentes en carrera tuvo constantes dolores y molestias, debido a eso nunca llegó a ser el mismo que consiguió grandes resultados en la clasificación general de la Vuelta a España de 2013 y 2014, Nerz incluso llegó a tener varias conmociones cerebrales en un pequeño espacio de tiempo, tras esos episodios decidió colgar la bicicleta a finales del año 2016 a la temprana edad de 27 años.

## Palmarés
No consiguió victorias como profesional.

## Resultados en Grandes Vueltas y Campeonatos del Mundo
| Carrera         | Carrera         | 2008 | 2009 | 2010 | 2011 | 2012 | 2013 | 2014 | 2015 | 2016 |
| --------------- | --------------- | ---- | ---- | ---- | ---- | ---- | ---- | ---- | ---- | ---- |
|                 | Giro de Italia  | —    | —    | —    | —    | —    | —    | —    | —    | —    |
|                 | Tour de Francia | —    | —    | —    | —    | 47.º | —    | —    | Ab.  | —    |
|                 | Vuelta a España | —    | —    | —    | 38.º | —    | 14.º | 18.º | —    | —    |
| Mundial en Ruta | Mundial en Ruta | —    | —    | —    | —    | —    | Ab.  | 38.º | —    | —    |

—: no participa

Ab.: abandono

## Equipos
- Team Ista (2008)
- Continental Team Milram (2009)
- Team Milram (2010)
- Liquigas-Cannondale (2011-2012)
- BMC Racing Team (2013-2014)
- Bora-Argon 18 (2015-2016)